# Mas 23
Mas 23 es un canal de televisión abierta panameño. Fue lanzado en 2003, siendo el primer canal del país especializado en programación musical. Es propiedad de Compañía Digital de Televisión y emite su señal desde Ciudad de Panamá.

## Historia
Mas 23 fue creado en 2003, como un canal juvenil. En ese entonces su eslogan era "Más de todo", emitía diversos programas de entretenimiento, espectáculos, moda y vídeos musicales.
En octubre del 2012 fue adquirido por Compañía Digital de Televisión. A partir de ese momento se ponen en marcha las operaciones de reestructuración del canal bajo sus nuevos propietarios. 
Anteriormente, su principal competidor era el canal Mix TV. Sin embargo este también fue adquirido por Compañía Digital de Televisión y posteriormente fue cerrado para dar paso a un nuevo canal. Por lo tanto, +23 quedó siendo el único canal de música en Panamá durante los siguientes años.
Desde mayo de 2017, tiene un nuevo competidor en la televisión panameña, el canal Oye TV. A pesar de esto, +23 se mantiene como el canal de música líder en el país. 
A finales del 2017 se presenta una renovación en la imagen y programación del canal, dejando de lado los programas de entretenimiento para dedicarse solamente a la emisión de vídeos musicales. Además se anexaron otros géneros musicales a la programación y la emisión de vídeos musicales de épocas pasadas.

## Programación
Las 24 horas del día se emiten vídeos musicales de diversos géneros como; reguetón, pop, electrónica, salsa, bachata, rock y otros.
En ocasiones especiales como; "Días de duelo nacional" se emiten vídeos musicales de baladas.

## Eslóganes
- 2003-2012: Más de todo
- 2012-2016: Simplemente +23
- 2016-Actualidad: Es como tú

## Canales Hermanos

### Nex
Canal de televisión abierta con programación generalista que incluye; noticias, deportes, entretenimiento, novelas y más. Se emite por el Canal 21 UHF y Canal 49 TDT. También disponible a través del servicio de televisión por suscripción de las empresas: Tigo y Más Móvil.